# Fra Øresund til Kontinentet
|  | Denne artikel er oprettet af botten Steenthbot ud fra en ekstern database. Den kan derfor have sproglige fejl eller mangler. Denne skabelon kan fjernes efter kontrol af indholdet. |

Fra Øresund til Kontinentet er en dansk dokumentarfilm fra 1938 instrueret af Poul Eibye.